# Forêt nationale de Mário Xavier
Pour les articles homonymes, voir Xavier.
La forêt nationale de Mário Xavier (portugais : Floresta Nacional Mário Xavier) est une forêt nationale brésilienne. Elle se situe dans la région Sud-Est, dans l'État du Rio de Janeiro.
Le parc fut créé en 1986 et couvre une superficie de 495,99 hectares.
Il s'étend sur le territoire de la municipalité de Seropédica.